# Villa Carpegna
Villa Carpegna è una villa sita a Piazza di Villa Carpegna a Roma.

## Storia
Nel 1684 il cardinale Gaspare Carpegna acquistò un appezzamento di terreno con una vigna e un casino fuori Porta San Pancrazio. La ristrutturazione del casino fu affidata dal cardinale, qualche anno dopo, a Giovanni Antonio De Rossi, che progettò anche il giardino, completo di ninfeo e fontane. 
Il casino è di forma rettangolare con due torrette. Gaspare ha in mente un modello tipo Villa York - Baldinotti, che si andava edificando nella stessa zona in quegli anni. Gli affreschi del primo piano - riaffiorati nei restauri del 1985 - sono di Pietro Francesco Garoli; i paesaggi rappresentati tra balaustre e colonne dipinte raffigurano delle scene della famiglia nel Montefeltro. Nel giardino sono presenti tre fontane: la "fontana Circolare", quella "sotto il Belvedere" e quella "a Coppa".
Nell'Ottocento venne ammodernato il Casino nobile aggiungendo un salottino con dipinti in stile pompeiano al pianterreno ed un ambiente a trompe l'oeil. Nel 1902 la villa fu acquistata dalla baronessa olandese Caterina von Scheyns, che aggiunse un mosaico al pavimento e dei dipinti a tempera a motivi vegetali nell'androne e ne fece un centro di mondanità tra i cui ospiti figurava anche il futuro papa Giovanni XXIII. Nel 1937 la proprietà venne suddivisa tra vari collegi religiosi.
Il comune di Roma acquistò la villa nel 1978 e ne cura il restauro. Tra il 1998 ed il 2000 ha riordinato il Casino nobile, che oggi ospita la Quadriennale di Roma.